# Dimorphocarpa
Genre
Dimorphocarpa est un genre de la famille des Brassicaceae.

## Liste d'espèces
Selon Catalogue of Life (9 juillet 2014) et The Plant List (9 juillet 2014) :
- Dimorphocarpa candicans (Raf.) Rollins
- Dimorphocarpa membranacea (Payson) Rollins
- Dimorphocarpa pinnatifida Rollins
- Dimorphocarpa wislizeni (Engelm.) Rollins

Selon GRIN (9 juillet 2014) :
- Dimorphocarpa wislizeni (Engelm.) Rollins

Selon ITIS (9 juillet 2014) :
- Dimorphocarpa candicans (Raf.) Rollins
- Dimorphocarpa pinnatifida Rollins
- Dimorphocarpa wislizeni (Engelm.) Rollins

Selon Tropicos (9 juillet 2014) (Attention liste brute contenant possiblement des synonymes) :
- Dimorphocarpa candicans (Raf.) Rollins
- Dimorphocarpa membranacea (Payson) Rollins
- Dimorphocarpa palmeri (Payson) Rollins
- Dimorphocarpa pinnatifida Rollins
- Dimorphocarpa wislizeni (Engelm.) Rollins
- Dimorphocarpa wislizenii (Engelm.) Rollins